# مردم زرگری
مردم زرگری یک گروه نژادی رومانیایی هستند که در زرگر شهرستان آبیک و روستاهای پیرامون آن در ایران می‌زیند. آن‌ها به گویش زرگری زبان رومانی سخن می‌گویند. مستندات تاریخی در مورد ریشه آنها وجود ندارد، اما یک افسانه ظاهراً دقیق ریشه آن‌ها را به سه برادر زرگر می‌رساند که در زمان نادرشاه از روم‌ایلی عثمانی به عنوان گروگان به این مناطق می‌آیند و سپس به دلیل مهارت‌هایشان زمین‌های کنونی‌شان را به عنوان پاداش دریافت می‌کنند. آن‌ها به دلیل کولی بودن از دادن مالیات و خدمت سربازی نیز معاف بودند. یک راهنمای سفر در اواخر قرن نوزدهم به نام «قبیله زرگری» اشاره می‌کند که به راهزنی می‌پرداختند.
گرچه زرگری‌ها در گذشته از چندین طایفه تشکیل شده بودند، اما بیشتر آن‌ها زبان مادری خود را از دست داده‌اند. ساکنان زرگر عمدتاً به طایفه پاسالار تعلق دارند.